# Comuna de Przeworsk
Przeworsk (polaco: Gmina Przeworsk) é uma gminy (comuna) na Polónia, na voivodia de Subcarpácia e no condado de Przeworski.
De acordo com os censos de 2006, a comuna tem 14 539 habitantes, com uma densidade 159,7 hab/km².

## Área
Estende-se por uma área de  km².

## Comunas vizinhas
- Tryńcza, Zarzecze, Kańczuga, Gać, Przeworsk, Białobrzegi, Jarosław e Pawłosiów.